# Daan Bovenberg
Daan Bovenberg est un ancien footballeur néerlandais, né le 25 octobre 1988 à Rotterdam aux Pays-Bas. Il évoluait comme arrière latéral.

## Palmarès
Vierge